# Tournoi de Kurowashiki
Le Tournoi de Kurowashiki (en japonais 黒鷲旗全日本男女選抜バレーボール大会, くろわしきぜんにほんだんじょせんばつバレーボールたいかい, Kurowashiki Zen Nihon Danjo Senbatsu Barēbōru Taikai) est la deuxième compétition majeure de volley-ball au Japon. Elle a été créée en 1952 et elle se classe parmi les coupes nationales au Japon avec la coupe de l'Empereur créée en 2007.
Kurowashiki (黒鷲旗) signifie "le drapeau de l'aigle noir". Ce tournoi est organisé par la fédération japonaise de volley-ball, il se déroule chaque année au début du mois de mai à Osaka.

## Historique
- 1952 : All Japan Volleyball Championship (全日本都市対抗バレーボール優勝大会).
- 1953 : La compétition est transférée au Gymnase préfectoral d'Osaka
- 1984 : La compétition est renommée, Kurowashiki All Japan Volleyball Championship (黒鷲旗全日本バレーボール男子・女子選手権大会).
- 1986 : La compétition se dispute temporairement au Osaka Castle Hall
- 1988 : Première participation d'une équipe lycéenne
- 1996 : La compétition est renommée Kurowashiki Emperor's Cup and Empress's All Japan Volleyball Championship (天皇杯・皇后杯黒鷲旗全日本バレーボール選手権大会)
- 2007 : La compétition est renommée Kurowashiki All Japan Volleyball Tournament.

## La compétition

### Les participants
Les 16 équipes étaient réparties en 2012 suivant les différentes catégories suivantes :
- V Première Ligue (1er division) : toutes les équipes 8 masculines et 8 féminines
- V Challenge League (2e division) : trois équipes chez les masculins, quatre chez les féminines
- Championnat national universitaire : les quatre meilleures équipes chez les masculins, les trois meilleure chez les féminines
- Championnat national inter-lycées : la meilleure équipe chez les masculins et les féminines

### Déroulement
- Avant 2003, la compétition était à élimination directe avec 32 équipes.
- Depuis 2003, les 16 équipes sont divisées en quatre groupes, les deux meilleures équipes de chaque groupes sont qualifiées pour le tableau final à élimination directe (1/4, 1/2 et finale)

## Palmarès
| Année | Champion                    | Championne                 |
| ----- | --------------------------- | -------------------------- |
| 1952  | Yawata Steel Sakai          | Kurabo Manju               |
| 1953  | Yawata Steel Sakai          | Nichibo Ashikaga           |
| 1954  | Nihon Koukan (NKK)          | Kanebo Yokkaichi           |
| 1955  | Nihon Koukan (NKK)          | Kurabo Kurashiki           |
| 1956  | Sumitomo Metal Kokura       | Nichibo Kaiduka            |
| 1957  | Yawata Steel Sakai          | Nichibo Kaiduka            |
| 1958  | Sumitomo Metal Kokura       | Nichibo Kaiduka            |
| 1959  | Nihon Koukan (NKK)          | Nichibo Kaiduka            |
| 1960  | Yawata Steel Sakai          | Kurabo Kurashiki           |
| 1961  | Toray Arrows Mishima        | Nichibo Kaiduka            |
| 1962  | Nihon Koukan (NKK)          | Nichibo Kaiduka            |
| 1963  | Toray Arrows Mishima        | Nichibo Kaiduka            |
| 1964  | Matsushita Denki            | Nichibo Kaiduka            |
| 1965  | Nihon Koukan (NKK)          | Nichibo Kaiduka            |
| 1966  | Matsushita Denki            | Nichibo Kaiduka            |
| 1967  | Yawata Steel Sakai          | Nichibo Kaiduka            |
| 1968  | Matsushita Denki            | Hitachi Musashi Kodaira    |
| 1969  | Matsushita Denki            | Nichibo Kaiduka            |
| 1970  | Nihon Koukan (NKK)          | Yashica                    |
| 1971  | Nihon Koukan (NKK)          | Unitika Kaiduka            |
| 1972  | Sumitomo Light Metal        | Hitachi Musashi Kodaira    |
| 1973  | Matsushita Denki            | Hitachi Musashi Kodaira    |
| 1974  | Shin-Nihon Steel Sakai      | Hitachi Musashi Kodaira    |
| 1975  | Shin-Nihon Steel Sakai      | Hitachi Kodaira            |
| 1976  | Shin-Nihon Steel Sakai      | Hitachi Kodaira            |
| 1977  | Shin-Nihon Steel Sakai      | Hitachi Kodaira            |
| 1978  | Fuji Photo Film Sendai      | Hitachi Kodaira            |
| 1979  | Suntory Sunbirds Osaka      | Hitachi Kodaira            |
| 1980  | Shin-Nihon Steel Sakai      | Colorado Springs           |
| 1981  | Matsushita Denki            | Unitika                    |
| 1982  | Nihon Koukan (NKK)          | Hitachi Kodaira            |
| 1983  | Fuji Photo Film Sendai      | Hitachi Kodaira            |
| 1984  | Shin-Nihon Steel Sakai      | Hitachi Kodaira            |
| 1985  | Suntory Sunbirds Osaka      | Hitachi Kodaira            |
| 1986  | Fuji Photo Film Sendai      | Daiei                      |
| 1987  | Fuji Photo Film Sendai      | Hitachi Kodaira            |
| 1988  | Shin-Nihon Steel Sakai      | Hitachi Kodaira            |
| 1989  | Shin-Nihon Steel Sakai      | Unitika                    |
| 1990  | Shin-Nihon Steel Sakai      | Ito Yokado                 |
| 1991  | Suntory Sunbirds Osaka      | Unitika                    |
| 1992  | NEC Fuchu                   | Daiei                      |
| 1993  | NEC Fuchu                   | Hitachi Kodaira            |
| 1994  | NEC Blue Rockets Fuchu      | Hitachi Bellefille         |
| 1995  | Suntory Sunbirds Osaka      | Unitika Phoenix            |
| 1996  | NEC Blue Rockets Fuchu      | Daiei Orange Attakers      |
| 1997  | NEC Blue Rockets Fuchu      | NEC Red Rockets            |
| 1998  | Panasonic Panthers Hirakata | Daiei Orange Attakers      |
| 1999  | NEC Blue Rockets Fuchu      | Orange Attakers            |
| 2000  | Suntory Sunbirds Osaka      | Unitika Phoenix            |
| 2001  | JT Thunders Hiroshima       | NEC Red Rockets            |
| 2002  | Toray Arrows Mishima        | Toray Arrows               |
| 2003  | NEC Blue Rockets Fuchu      | Pioneer Red Wings          |
| 2004  | Suntory Sunbirds Osaka      | Toray Arrows               |
| 2005  | Toray Arrows Mishima        | Pioneer Red Wings          |
| 2006  | Toray Arrows Mishima        | Hisamitsu Springs          |
| 2007  | NEC Blue Rockets Fuchu      | Hisamitsu Springs          |
| 2008  | Panasonic Panthers Hirakata | Denso Airybees             |
| 2009  | Panasonic Panthers Hirakata | Toray Arrows               |
| 2010  | Panasonic Panthers Hirakata | Toray Arrows               |
| 2011  | Toray Arrows Mishima        | JT Marvelous               |
| 2012  | Panasonic Panthers Hirakata | JT Marvelous               |
| 2013  | Suntory Sunbirds Osaka      | Hisamitsu Springs          |
| 2014  | Panasonic Panthers          | Toyota Auto Body Queenseis |
| 2015  | Suntory Sunbirds            | JT Marvelous               |